# Argentine aux Jeux olympiques d'été de 1936
L'équipe olympique argentine participe aux Jeux olympiques d'été de 1936 à Berlin. Elle y remporte sept médailles : deux en or, deux en argent et trois en bronze, se situant à la treizième place des nations au tableau des médailles. L'athlète Juan Carlos Zabala est le porte-drapeau d'une délégation argentine comptant 51 sportifs (50 hommes et 1 femme). A Berlin, les athlètes argentins  s’illustrent  par le titre olympique acquis en  Polo et les 4 médailles (dont une en or) conquises en  Boxe. 

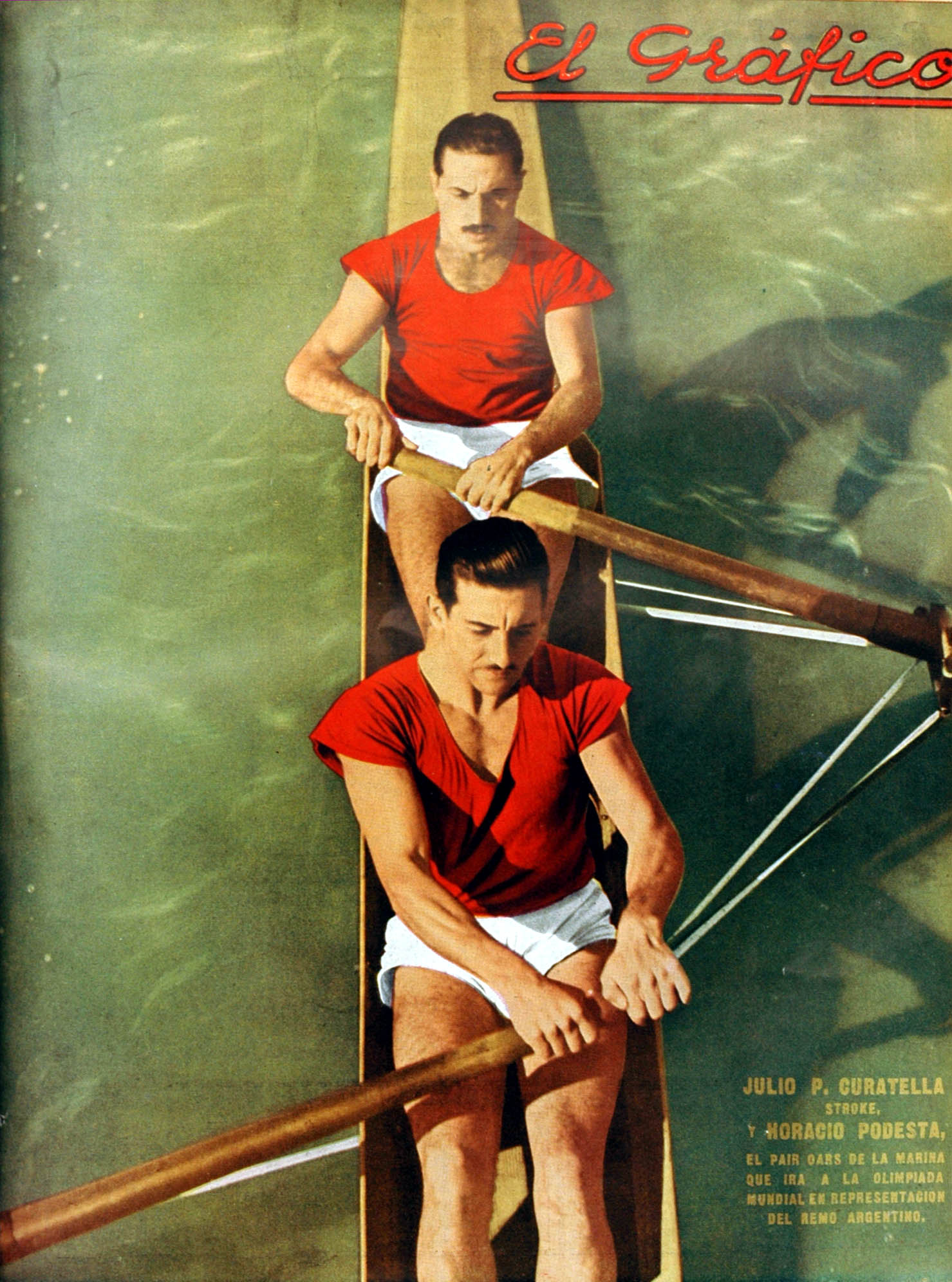
Julio Curatella et Horacio Podestá médaillés de bronze en aviron.

## Médailles
| Médaille                            | Nom                                                         | Sport    | Compétition                 |
| ----------------------------------- | ----------------------------------------------------------- | -------- | --------------------------- |
| Médaille d'or, Jeux olympiques      | Oscar Casanovas                                             | Boxe     | Poids plumes (-57,2 kg)     |
| Médaille d'or, Jeux olympiques      | Manuel Andrada Roberto Cavanagh Luis Duggan Andrés Gazzotti | Polo     |                             |
| Médaille d'argent, Jeux olympiques  | Guillermo Lovell                                            | Boxe     | Poids lourds (+79,4 kg)     |
| Médaille d'argent, Jeux olympiques  | Jeannette Campbell                                          | Natation | 100 m nage libre féminin    |
| Médaille de bronze, Jeux olympiques | Horacio Podestá Julio Curatella                             | Aviron   | Deux de pointe sans barreur |
| Médaille de bronze, Jeux olympiques | Raúl Villareal                                              | Boxe     | Poids moyens (-72,6 kg)     |
| Médaille de bronze, Jeux olympiques | Francisco Risiglione                                        | Boxe     | Poids mi-lourds (-79,4 kg)  |

### Sources
- (en) Bilan complet sur le site olympedia.org